# Serena (principessa romana)
Serena (Spagna, 370 – Roma, 408) è stata una nobildonna romana, figlia di un fratello dell'imperatore Teodosio I, dal quale venne poi adottata. Crebbe a Costantinopoli, ma visse a lungo in Italia. Lo zio la diede in moglie al suo magister militum, Stilicone.
Fu lei a scegliere una sposa per Claudiano – poeta alla corte del cugino Onorio – che le dedicò un elogio in versi, la "Laus Serenae".

## Biografia
Serena nacque nella Spagna settentrionale da Onorio, fratello di Teodosio, e da una donna di nome, forse, Maria. Teodosio, prima di diventare Imperatore, si ritirò per qualche tempo nei possessi di famiglia ed ebbe occasione di affezionarsi alla nipote, ancora bambina, secondo quanto narra Claudiano. Salito al trono, quando Onorio morì la chiamò a Costantinopoli e la allevò a corte come figlia sua. Serena continuò ad avere un legame particolare con lo zio, diventandone confidente. Sposò Flavio Stilicone, ufficiale delle guardie, che, con l'appoggio di lei, fece una brillante carriera, peraltro sorretta da autentiche capacità di comando.
Dal suo matrimonio con Stilicone nacquero Eucherio e due figlie, Maria e Termanzia, entrambe destinate a sposare Onorio, il figlio minore di Teodosio.
Alla morte di Teodosio, il figlio maggiore Arcadio ereditò l'Impero d'Oriente e il minore Onorio quello d'Occidente. Entrambi erano molto giovani: Stilicone, affiancato da Serena, esercitò di fatto le funzioni di governo in Occidente. In quegli anni Serena risiedette a Milano, all'epoca sede imperiale, e fu attiva nelle vicende politiche del tempo. Donna colta e ambiziosa, parte della tradizione la ricorda come un'amante del lusso e del potere. 

## Politica antipagana
Un pesante colpo agli interessi del Senato romano Serena lo produsse quando (intorno al 406) intervenne presso Onorio per sostenere in modo determinante la causa della vedova  Melania la giovane, che riuscì così a donare il suo immenso patrimonio immobiliare e finanziario alla Chiesa e ai poveri, ignorando le proteste degli eredi legittimi e gli impedimenti posti dal senato, che sperava di incamerare i beni. 
A Roma fece poi grande impressione un suo gesto antipagano, citato dallo storico Zosimo (Storia nuova V, 38): ella si sarebbe appropriata di una collana che adornava un simulacro di Cibele. Si narra che una vestale scagliò una maledizione contro di lei e tutta la sua famiglia:
(Zosimo, Storia nuova, V, 38)
Il gesto di spoglio, fatto in pubblico, davanti a testimoni, aveva intento simbolico di spregio e abbandono dei culti pagani.  
Zosimo vide la vendetta di Cibele nella morte cruenta di Serena: dice che morì strangolata e cioè venne punita proprio nella parte del corpo che aveva accolto il monile tolto alla dea. Si tratta probabilmente di voci messe in giro negli ambienti aristocratici, pagani, ostili al potere di Serena, zelante cristiana, e di suo marito.

## La congiura e la morte
Stilicone ambiva ad assumere il controllo di tutto l'Impero, per cui si scontrò con la corte di Costantinopoli, ove Arcadio si mostrava un Imperatore debole e irresoluto. Serena assecondò la politica del marito, scontrandosi con Elia Eudossia, moglie di Arcadio, ben più energica del consorte; tuttavia, quando Stilicone decise di provocare uno scontro armato contro l'Impero d'Oriente, si rese conto dei pericoli di una guerra civile in un momento particolarmente critico. Popolazioni germaniche, infatti, premevano sui confini occidentali e i visigoti di Alarico, già alleati dei romani, chiedevano una sistemazione di loro gradimento entro i confini dell'Impero. Stilicone non ascoltò i consigli di Serena e sguarnì le difese sul Reno, facilitando, nel 407, l'irruzione in Gallia di Vandali, Alani e Svevi. A quel punto, prese forma una congiura che portò all'eliminazione di Stilicone, nel 408. 
Secondo Olimpiodoro, il senato, grazie anche alla testimonianza di Galla Placidia, accusò Serena di complicità con Alarico (che in quel momento assediava Roma). Il pagano Pompeianus, in qualità di praefectus urbi presiedette il processo, che si concluse con Serena condannata a morte. Venne ucciso anche suo figlio Eucherio, mentre la figlia Termanzia morì a breve distanza di tempo.

## Il Castello di Serena
Avendo seguito il marito durante la battaglia di Fiesole (405), la principessa Serena, attratta dalla bellezza della Toscana, avrebbe fondato una villa, che da lei prese il nome di «Castello di Serena», presso Chiusdino, nell'attuale provincia di Siena. Il castello, divenuto nel Medioevo feudo dei conti della Gherardesca e successivamente trasformato in abbazia, fu distrutto nel 1128 e mai più riedificato. In esso sarebbe nato, secondo alcuni studiosi locali, il papa Giovanni I.